# Sinus de la dure-mère
Les sinus veineux de la dure-mère (ou sinus crâniens ou sinus veineux de la dure-mère ou sinus veineux du crâne) sont des canaux veineux situés entre le périoste et les méninges de la dure-mère,.
Ils reçoivent le sang des veines cérébrales, le liquide céphalo-rachidien de l'espace sous-arachnoïdien via les granulations arachnoïdiennes et sont drainés principalement par la veine jugulaire interne

## Les sinus de la dure-mère
| Nom                                            | Drainé par                                     | Parité |
| Antérieur                                      |                                                |        |
| Sinus sphéno-pariétal                          | Sinus caverneux                                | Pair   |
| Sinus intercaverneux (antérieur et postérieur) | Sinus caverneux                                | Impair |
| Sinus caverneux                                | Sinus pétreux supérieur et inférieur           | Pair   |
| Plexus basilaire                               | Sinus pétreux inférieur                        | Impair |
| Ligne médiane                                  |                                                |        |
| Sinus sagittal supérieur                       | Sinus transverse droit ou confluent des sinus  | Impair |
| Sinus sagittal inférieur                       | Sinus droit                                    | Impair |
| Sinus droit                                    | Sinus transverse gauche ou confluent des sinus | Impair |
| Postérieur                                     |                                                |        |
| Sinus occipital                                | Confluent des sinus                            | Impair |
| Confluent des sinus                            | Sinus transverses droit et gauche              | Impair |
| Latéral                                        |                                                |        |
| Sinus pétreux supérieur                        | Sinus sigmoïde                                 | Pair   |
| Sinus transverse                               | Sinus sigmoïde                                 | Pair   |
| Sinus pétreux inférieur                        | Veine jugulaire interne                        | Pair   |
| Sinus sigmoïde                                 | Veine jugulaire interne                        | Pair   |

## Structure
Les parois des sinus veineux duraux sont composées de dure-mère tapissée d'endothélium vasculaire.
Ils diffèrent des autres vaisseaux sanguins car certains éléments caractéristiques des artères et des veines sont absents comme par exemple la media ou les valves.

## Aspect clinique
Les sinus peuvent être touchés lors d'un traumatisme crânien causant des dommages à la dure-mère et entraînant la formation de caillots sanguins (thrombose) dans les sinus duraux.
D'autres causes courantes de thrombose du sinus dural sont les complications de la cellulite orbitaire par extension de l'infection via la veine ophtalmique.
Bien que rare, la thrombose du sinus dural peut entraîner un infarctus hémorragique ou un œdème cérébral avec des conséquences graves telles que l'épilepsie, des déficits neurologiques ou la mort.

## Galerie

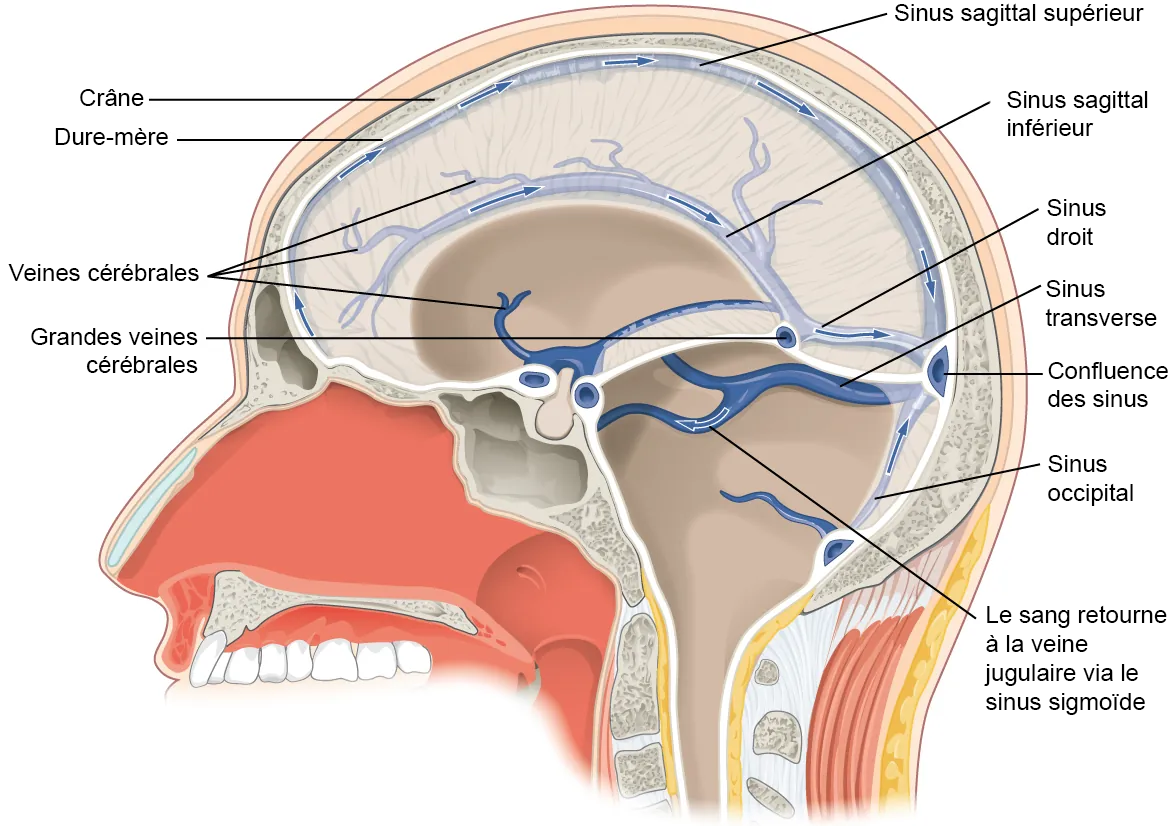
Veines durales
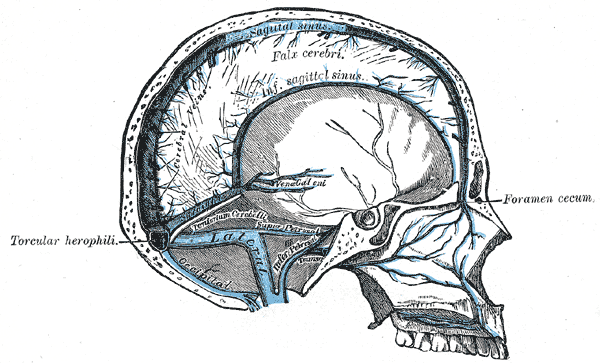
Coupe sagittale du crâne, montrant les sinus de la dure-mère.
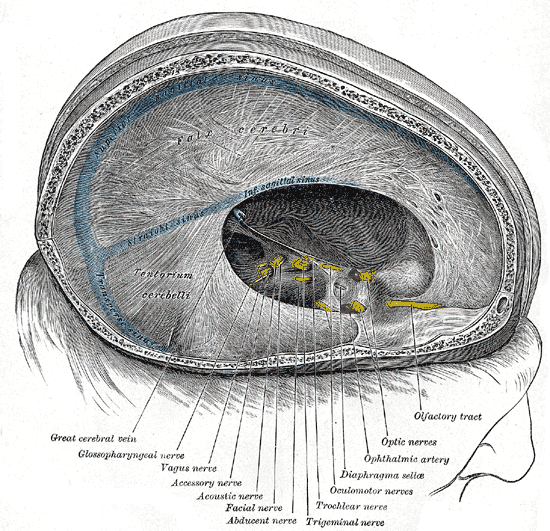
La dure-mère et ses processus exposés en enlevant une partie de la moitié droite du crâne et du cerveau.
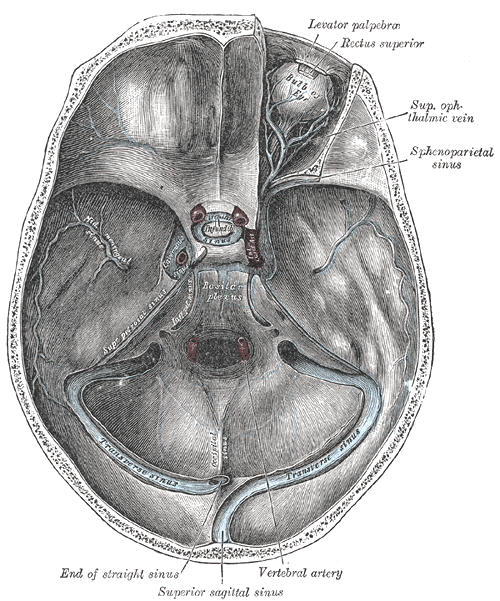
Les sinus à la base du crâne.